# 스베티니콜레

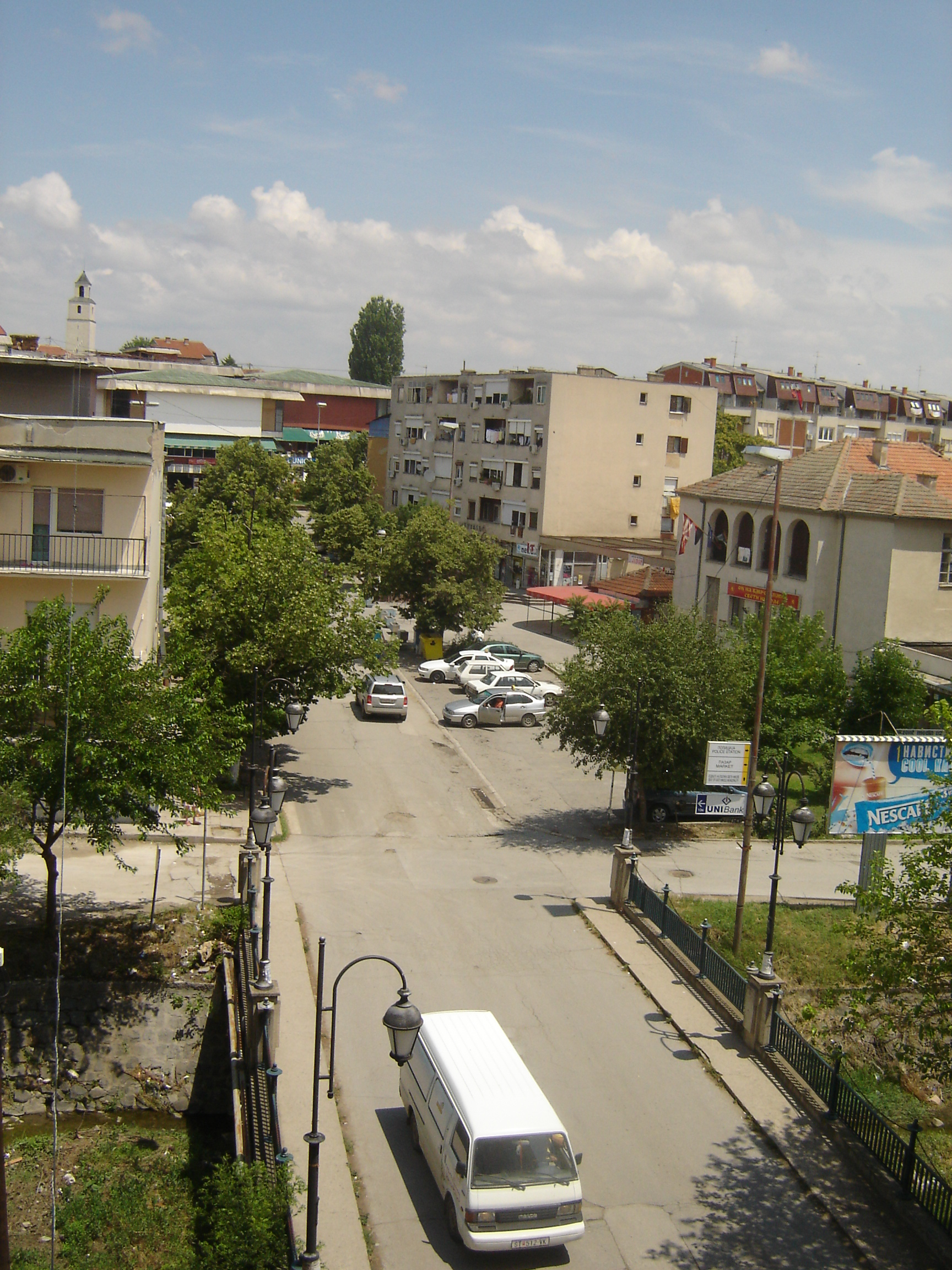
스베티니콜레 시가지

스베티니콜레(마케도니아어: Свети Николе)는 마케도니아 공화국 동부에 위치한 도시로 면적은 483km2, 인구는 18,497명(2002년 기준)이다.